# Agrias anna
Agrias anna är en fjärilsart som beskrevs av Peter William Michael 1930. Agrias anna ingår i släktet Agrias och familjen praktfjärilar. Inga underarter finns listade i Catalogue of Life.